# Katarzyna Michalska (piłkarka)
Katarzyna Michalska (ur. 13 stycznia 1997 roku) – polska piłkarka, występująca na pozycji obrońcy, bądź na lewej pomocy. Grę w piłkę nożną rozpoczynała w Świt Szczecin Skolwin, następnie przeszła do ekstraligowej Olimpii Szczecin. Na rozegranych w czerwcu 2013 roku Mistrzostwach Europy do lat 17 zdobyła wraz z reprezentacją Polski U-17 złoty medal.
Obecnie jest etatową zawodniczką reprezentacji Polski U-19, z którą we wrześniu w Finlandii awansowała do Elite Round, pokonując Litwę (5:0) oraz Turcję (4:0). W ostatnim meczu przeciwko Finlandii, który decydował o tym, kto zajmie pierwsze miejsce, Polki uległy 3:7.